# Nuno Fernandes Lobo
Nuno Fernandes Lobo ou Nuño Fernández Lobo, em castelhano, (c.1590–1650) foi um nobre português, que serviu como conquistador de Tucumã, foi povoador da desaparecida Vila del Esteco. Obteve concessões de terras em Buenos Aires, onde se estabeleceu com sua família. 

## Biografia
Natural de Olivença, era filho de Afonso Lobo e Isabel Mendes Brito, pertencentes a uma nobre família lusitana.
Depois de servir na região de Tucumã, foi em 1629 para Buenos Aires com sua esposa Juana de Agüero Valdenebro.
Ele, primeiro, estabeleceu-se em Buenos Aires, servindo como capitão da milícia no El Presidio de Buenos Aires.  Depois recebeu concessões de terras e mandou construir uma fazenda na região de Río de Las Conchas (província de Buenos Aires).